# Euphorbia eustacei
Euphorbia eustacei es una especie fanerógama perteneciente a la familia de las euforbiáceas. Es endémica de Sudáfrica en la Provincia del Cabo.

## Descripción
Es una pequeña planta suculenta que forma cojines hemisféricos  compuestos por numerosas ramas suculentas hacinadas armadas con largas espinas blancas, es dioica. Las ramas  cilíndricas, obtusas, marcada por las líneas en las zonas deprimidas de 6 ángulos o romboidal (sin tubérculos prominentes) de color verde claro, hojas pecioladas, amplias, obtuso oblanceoladas, o subagudas, mucronadas. Las inflorescencias en pedúnculos solitarios en las axilas de las áreas romboidales. El fruto es una cápsula con semillas  ovoides,  de color grisáceo.

## Taxonomía
Euphorbia eustacei fue descrita por Nicholas Edward Brown y publicado en Bulletin of Miscellaneous Information Kew 1913: 122. 1913.
Etimología
Euphorbia: nombre genérico que deriva del médico griego del rey Juba II de Mauritania (52 a 50 a. C. - 23), Euphorbus, en su honor – o en alusión a su gran vientre –  ya que usaba médicamente Euphorbia resinifera. En 1753 Carlos Linneo asignó el nombre a todo el género.
eustacei: epíteto otorgado en honor del descubridor de la especie, el sudafricano Charles Eustace Pillans (1850 - 1919), padre del botánico Neville Stuart Pillans.